# 隨時候命
《隨時候命》（英語：Always Ready），是香港電視廣播有限公司拍攝製作的時裝紀律電視劇，2005年11月21日於無綫電視翡翠台22:05時段首播，由鄭伊健、林保怡及佘詩曼領銜主演，並由楊思琦、黎諾懿、鍾嘉欣、司徒瑞祈及姚子羚聯合演出，監製羅永賢。
本劇是香港電視史上首部以香港紀律部隊之一政府飛行服務隊為主題的劇集，被視為結合了《烈火雄心》的救火及《衝上雲霄》的飛行元素。
此劇於2013年2月14日至3月28日中午時段及2024年8月12日至9月20日午夜時段於翡翠台重播。

## 演員表

### 政府飛行服務隊機師
| 演員   | 角色         | 劇中職務          | 簡要介紹 |
| 河國榮 | Paul Stevens | 總機師            | 人稱Paul Sir 葉青雲之師父 |
| 林保怡 | 葉青雲       | 一級機師          | 英文名：Benjamin、Ben Sir、Ben 高可風之好友及合作無間之同事；Paul Stevens之徒弟，蔣加諾之師父。葉文柏之父，張文芮之前夫。Eva之前男友；後為康友嵐之男友。 |
| 簡慕華 | 張少甜       | 一級機師          | Candy |
| 梁健平 | 楊劍雄       | 一級機師          | |
| 陳山聰 | 蕭志明       | 二級機師          | Albert |
| 胡麒豐 | 陳浩川       | 二級機師          | Eddie |
| 黎諾懿 | 蔣加諾       | 見習機師→二級機師 | 英文名：Kelvin 葉青雲之徒弟。蔣復禮、林嘉麗之子，家境富裕。曾暗戀施楚淇，後為周小娟之男友。                                                              |

### 政府飛行服務隊機組人員
| 演員     | 角色   | 劇中職務     | 簡要介紹 |
| 艾威     | 姚德強 | 一級空勤主任 | 人稱Tak Sir |
| 曾守明   | 何繼和 | 一級空勤主任 | Joe |
| 鄭伊健   | 高可風 | 二級空勤主任 | 英文名：Matthew、Matt Sir、Matt 葉青雲之好友及同事。高裕昌之子，曾秀清之繼子， 高可愛同父異母之兄。康友嵐之男友，後分手。施楚淇之師父，後成為其男友。 |
| 黃德斌   | 曾兆倫 | 二級空勤主任 | 英文名/䁥稱：Gilbert、阿嬌 |
| 陸駿光   | 鄧樂坤 | 二級空勤主任 | Roy |
| 蔡康年   | 陳啟超 | 二級空勤主任 | Wilson |
| 彭冠中   | 梁堅   | 二級空勤主任 | Norton |
| 葉暐     | 盧子平 | 二級空勤主任 | |
| 鍾嘉欣   | 施楚淇 | 三級空勤主任 | 英文名/䁥稱：Sandra、San、淇淇 高可風之徒弟，並暗戀他，後發展成情侶。曾是蔣加諾之暗戀對象。呂碧珊之好友兼同事。施保全之女。                           |
| 司徒瑞祈 | 戚志勤 | 三級空勤主任 | 英文名/䁥稱：Derek、傻仔勤 高可愛之男友。 |
| 李啟傑   | 喬文思 | 三級空勤主任 | Rocky |
| 杜港     | 梅方智 | 三級空勤主任 | |
| 李永豪   | 劉力權 | 三級空勤主任 | Patrick |
| 何俊軒   | 羅偉東 | 三級空勤主任 | |
| 何慶輝   | 譚國生 | 三級空勤主任 | |
| 張國威   | 王大年 | 三級空勤主任 | |
| 張達倫   | 余世傑 | 三級空勤主任 | |
| 蘇頌康   | 成偉途 | 三級空勤主任 | |
| 楊鴻俊   | 洪石承 | 三級空勤主任 | |
| 湯展維   | 張偉祥 | 三級空勤主任 | |

### 政府飛行服務隊工程部人員
| 演員       | 角色   | 劇中職務       | 簡要介紹              |
| Joe Junior | 蔣學占 | 飛機工程師     | 䁥稱：Jimmy叔         |
| 楊證樺     | 徐以達 | 高級飛機技術員 | 䁥稱：YT              |
| 敖嘉年     | 康友華 | 飛機技術員     | 䁥稱：華仔 康友嵐之弟 |
| 甘子正     | 陸健忠 | 飛機技術員     | 䁥稱：KC              |
| 陳少邦     | 蘇仲義 | 飛機技術員     | Johnson               |
| 徐榮       | 溫耀安 | 飛機技術員     | Gary                  |
| 郭卓樺     | 湯本信 | 飛機技術員     |                       |
| 伍文生     | 顏廣發 | 飛機技術員     |                       |

### 政府飛行服務隊其他職員
| 演員   | 角色   | 劇中職務                 | 簡要介紹 |
| 佘詩曼 | 康友嵐 | 航空醫官(輔助)           | 英文名：Carrie 本是急症室醫生及高可風之女友，劇集開始時因遭遇車禍一直昏迷於醫院，甦醒康復後一度失去記憶及被院方拒絕復職，後在門診部復職，繼而重新擔任急症室醫生，但移情別戀愛上葉青雲。康友華之姊。 |
| 張漢斌 | 羅志超 | 航空醫官(輔助)           | 英文名：Charles 急症室醫生，康友嵐之上司。 |
| 湯俊明 | 林志榮 | 航空醫官(輔助)           | |
| 趙樂賢 | -      | 航空醫官(輔助)           | |
| 楊思琦 | 周小娟 | 行動主任                 | 英文名：Nikki 以輪椅代步的傷殘人士。葉青雲之同事兼包租婆，並曾暗戀他。後為蔣加諾之女友。 |
| 高俊文 | 戴偉航 | 總監                     | 人稱戴Sir |
| 李彩寧 | 呂碧珊 | 文職人員                 | 英文名：Wing 施楚淇之好友 |
| 王維德 | 周禮文 | 行動主任                 | Melvin |
| 王基信 | 陳國希 | 通訊員                   | Wing |
| 詹秀君 | 張詠妮 | 通訊員                   | |
| 張潔蓮 | 黃欣玲 | 秘書文員                 | |
| 周家怡 | 張美琴 | 航空醫療護士(輔助)       | Shirley |
| 葉凱茵 | 曾潔雯 | 航空醫療護士(輔助)       | Wendy |
| 蔡潔雯 | -      | 航空醫療護士(輔助)       | |
| 蘇恩磁 | 靚姐   | 政府飛行服務隊食堂老闆娘 | |

### 高家
| 演員   | 角色   | 簡要介紹                                                                |
| 許紹雄 | 高裕昌 | 曾秀清之夫，高可風、高可愛之父。任職的士司機。                          |
| 陳嘉儀 | 曾秀清 | 高裕昌之妻，高可愛之母，高可風之繼母。曾任職空姐。                      |
| 姚子羚 | 高可愛 | 䁥稱：可愛 高裕昌、曾秀清之女，高可風同父異母之妹。後成為戚志勤之女友。 |

### 葉家
| 演員   | 角色   | 簡要介紹                                                                 |
| 袁彩雲 | 張文芮 | 英文名：Renee 葉青雲之前妻，葉文柏之母。現任丈夫是Dominic。任職MCC記者。 |
| 王樹熹 | 葉文柏 | 英文名：Jacky 葉青雲、張文芮之子，高可風之契子。                         |
| 梁葆貞 | 蓮姐   | 葉、周家傭人，葉文柏褓姆。                                               |

### 施家
| 演員   | 角色   | 簡要介紹                   |
| 李成昌 | 施保全 | 施楚淇之父。任職的士司機。 |

### 蔣家
| 演員   | 角色   | 簡要介紹                                                                                 |
| 戴志偉 | 蔣復禮 | 林嘉麗之夫，蔣加諾之父。禮諾集團主席及嘉昇運動用品老闆，因違反證券及期貨條例而判刑兩年。 |
| 呂珊   | 林嘉麗 | 蔣復禮之妻，蔣加諾之母。                                                                 |

### 其他演員
| 演員   | 角色         | 簡要介紹                              |
| 許文翹 | -            | 大專聯校學生，高可愛同學（第1集）     |
| 鍾建文 | -            | 大專聯校學生，高可愛同學（第1集）     |
| 趙敏通 | -            | 大專聯校學生，高可愛同學（第1集）     |
| 何停恩 | -            | 大專聯校學生，高可愛同學（第1集）     |
| 潘冠霖 | -            | 大專聯校學生，高可愛同學（第1集）     |
| 陳姿穎 | -            | 大專聯校學生，高可愛同學（第1集）     |
| 鄭家生 | -            | 東風號船長（第1集）                   |
| 何偉業 | Danny        | 唱片舖老闆（第1、7集）                |
| 張松枝 | 程醫生       | 康友嵐主診醫生                        |
| 沈可欣 | 護士         |                                       |
| 羅泳嫻 | Eva          | 葉青雲之前女友，任職空姐。            |
| 姚瑩瑩 | Cat姐        | 咖啡店「白屋仔」東主                  |
| 鄺佐輝 | 霍醫生       | 英文名：Owen 心理醫生，康友嵐之師兄。 |
| 招石文 | -            | 民政署職員（第15集）                  |
| 劉桂芳 | -            | 孤兒院修女                            |
| 陳榮峻 | 張律師       | 張文芮爭奪撫養權案律師                |
| 曾慧雲 | -            | 物理治療師                            |
| 柯嵐   | Leon         | 攝影師，張文芮同事。                  |
| 林遠迎 | 醫生         |                                       |
| 曾健明 | 西環火災災民 |                                       |

## 結局
西環加多近街發生五級火災，因為大廈後樓梯受雜物阻塞，加上災民往天台逃生，故消防處要求政府飛行服務隊以直昇機由高空拯救 ，而Ben亦趕回政府飛行服務隊工作。
當Ben吊下Matt協助災民上直昇機，快將離開之際，突然有一小童榮仔走出來，可是石油氣罐爆炸，令兩人被困火場，並且險令直昇機失控撞向商業大廈，後來Ben能夠成功控制直昇機，把Matt及榮仔救出。Jacky從電視台的直播看見直昇機險失控，心感驚嚇，當成功拯救災民後，Jacky感累而睡，但同時張文芮與法國裔丈夫往機場乘飛機返回法國。但張文芮知道Jacky想由Ben照顧他，故留Jacky在香港。
San玩過Matt給她玩的「尋寶遊戲」後，知道Matt也愛上了San，當San返回GFS後，Matt和San兩人在直昇機前對話，San希望得到Matt親口示愛，之後數了十下，最後Matt吻了San，兩人正式墮入愛河。
最後，在GFS控制台，Nikki險被背包摔倒，當Nikki知道背包是Kelvin之後，本想罵他，但及後表示會哄回他。Jacky與同學參觀GFS總部，Jacky和康友華及Jimmy叔一見如故。同時GFS接報橫瀾島有船家盲腸炎須送院診治，眾人又要展開拯救工作了。

## 製作
本劇是香港電視史上首部以政府飛行服務隊為主題的劇集，獲得該隊配合拍攝，監製羅永賢曾表示本劇可能會是唯一一部，因覺得該隊將來可能不會再願意配合拍攝。本劇亦是羅永賢1999年升任監製後的較早期作品。
與其他紀律部隊協助拍攝一樣，政府飛行服務隊除了借出場地、提供指導及顧問服務，亦以收費形式向電視台租出兩部直升機，相關費用包括機師、機組人員、後勤人員及燃料成本，兩部直升機分別為每小時收費約25000港元的海豚直升機、每小時收費約44000港元的超級美洲豹直升機，電視台共約支出51萬港元在這方面，另需購買保險。該隊亦專門成立了負責審查劇本的小組，曾要求修改初稿中一些不符合飛行安全的情節，例如黑夜中救火、雲中穿插飛行。曾獲銅英勇勳章的署理高級機師鄧成東，負責指導飾演一級機師的林保怡及擔任其替身。
本劇在2005年1月末試造型，當時預期拍攝四個月，而飾演專業人員的鄭伊健等演員在2004年末已參加相關訓練。2月開始拍攝，直至3月2日才在政府飛行服務隊總部進行開鏡拜神儀式，5月殺青。

### 選角與造型
本劇是飾演高可風的鄭伊健自1999年的《雙面伊人》後，暌違六年再次演出無綫電視劇集（同年亦以主持人身份參與單元劇《奇幻潮》），當時他與無綫之間尚有20集片約，拍攝本劇讓他能全數履行，本劇亦成為他最後一部參演的無綫電視劇集。鄭伊健及肩的中長髮形象較為深入民心，而本劇中的造型則是較少見的短髮。
三位主要女演員均是選美三甲，其中佘詩曼已有數年擔任第一女主角的經驗，楊思琦及鍾嘉欣則資歷略淺，佘詩曼與楊思琦過去合演羅永賢另一作品《無名天使3D》時曾鬧不和。為配合接受腦部手術的劇情，佘詩曼亦將蓄了數年的長髮剪為短髮。

### 取景
除了在政府飛行服務隊總部實地取景，本劇亦曾在九龍塘、旺角、西貢區、中環取景。劇中一幕講述康友嵐本來在香港大會堂觀看舞台劇，因太沉悶而相約高可風在廣場散步，是於現實中的香港大會堂花園廣場拍攝。

## 宣傳
政府飛行服務隊為了配合本劇的首播，首播前一天（2005年11月20日）在位於香港國際機場內的政府飛行服務隊總部舉行開放日，以加深香港市民對該隊的了解。六位主要演員鄭伊健、林保怡、佘詩曼、鍾嘉欣、楊思琦及黎諾懿被委任為「政府飛行服務隊宣傳大使」。期間主角鄭伊健親身示範在半空懸吊救人的程序，扮演拯救對象的是女演員李彩寧。

## 收視
| 週次 | 日期                    | 香港翡翠台平均收視 | 广州AGB省网收视 | 广州AGB市网收视 | 广州AGB收视合计 |
| ---- | ----------------------- | ------------------ | --------------- | --------------- | --------------- |
| 1    | 2005年11月21日-11月25日 | 24點               | 6               | 5.3             | 11.3            |
| 2    | 2005年11月28日-12月2日  | 24點               | 5.7             | 6.4             | 12.1            |
| 3    | 2005年12月5日-12月9日   | 22點               | 5.4             | 4.9             | 10.3            |
| 4    | 2005年12月12日-12月16日 | 21點               | 5.4             | 5               | 10.4            |
| 5    | 2005年12月19日-12月23日 | 21點               | 5.1             | 5.4             | 10.5            |
| 6    | 2005年12月26日-12月30日 | 24點               | 5.3             | 4.9             | 10.2            |

本劇原是被寄予厚望的重點劇集，無綫電視戲劇製作部助理總監曾勵珍的目標為收視40點以上，政府飛行服務隊總監畢耀明則希望有38點。播出後收視卻一直低迷，其平均收視最低一週，是該年翡翠台黃金時段的最低紀錄。

## 評論
據編劇鮑偉聰當時的描述，本劇口碑不俗卻收視低迷。他將本劇的失敗歸咎於香港電視觀眾的欣賞水平不足，以致低俗品味反而更易取得成功。
《星島日報》的評論認為，2005年前期播出古裝韓劇《大長今》之成功，令無綫推出一晚三劇的政策，結果一般觀眾未能接受一晚之內看三部劇集，導致本劇收視未如理想，但仍認為劇集具吸引力，題材新鮮，外援卡士，有大場面，還有正面訊息。在本劇之前，晚上10點時段播出的古裝日劇《大奧》系列收視同樣欠佳，監製羅永賢曾回應：在《大奧》前該時段播出的醫生題材劇集《妙手仁心III》收視不錯，《隨時候命》與該劇較相似，故仍有信心。
《新報》的評論認為本劇以紀律部隊為背景，但未能利用主題營造足夠的感人、煽情、趣味及刺激感，拍得沉悶，像政府宣傳片；編劇將過多注意力放於角色之間的感情線，卻寫得十分「婆媽」，節奏毫不明快，以致兩方面也不討好。

## 獎項
楊思琦憑本劇在萬千星輝頒獎典禮2006獲選「最佳女配角」。

## 外部連結
- 無綫電視官方網頁 - 隨時候命